# 6-Hydroxyflavone
La 6-hydroxyflavone est un composé chimique de la famille des flavones. On la trouve notamment dans les feuilles de picanier jaune (Barleria prionitis). Comme les autres flavones, c'est un des inhibiteurs non compétitifs du cytochrome P450.

## Métabolisme
La 6-hydroxyflavone est au début de la voie métabolique de deux composés, l'alfalone et l'afrormosine, deux isoflavones. 
La 6-hydroxyflavone est d'abord transformée par l'action de l'enzyme isoflavone synthase en 4',2,6,7-tétrahydroxyisoflavone  :
6-hydroxyflavone + NADPH + O2 = 4',2,6,7-tétrahydroxyisoflavone + NADP+ + H2O
Cette dernière subira une méthylation de son groupe hydroxy en 4' (transformation en méthoxy), puis la perte de son groupe hydroxy en 2, et sera ensuite transformée soit en alfalone, soit en afrormosine.